# Illes de la Palmera

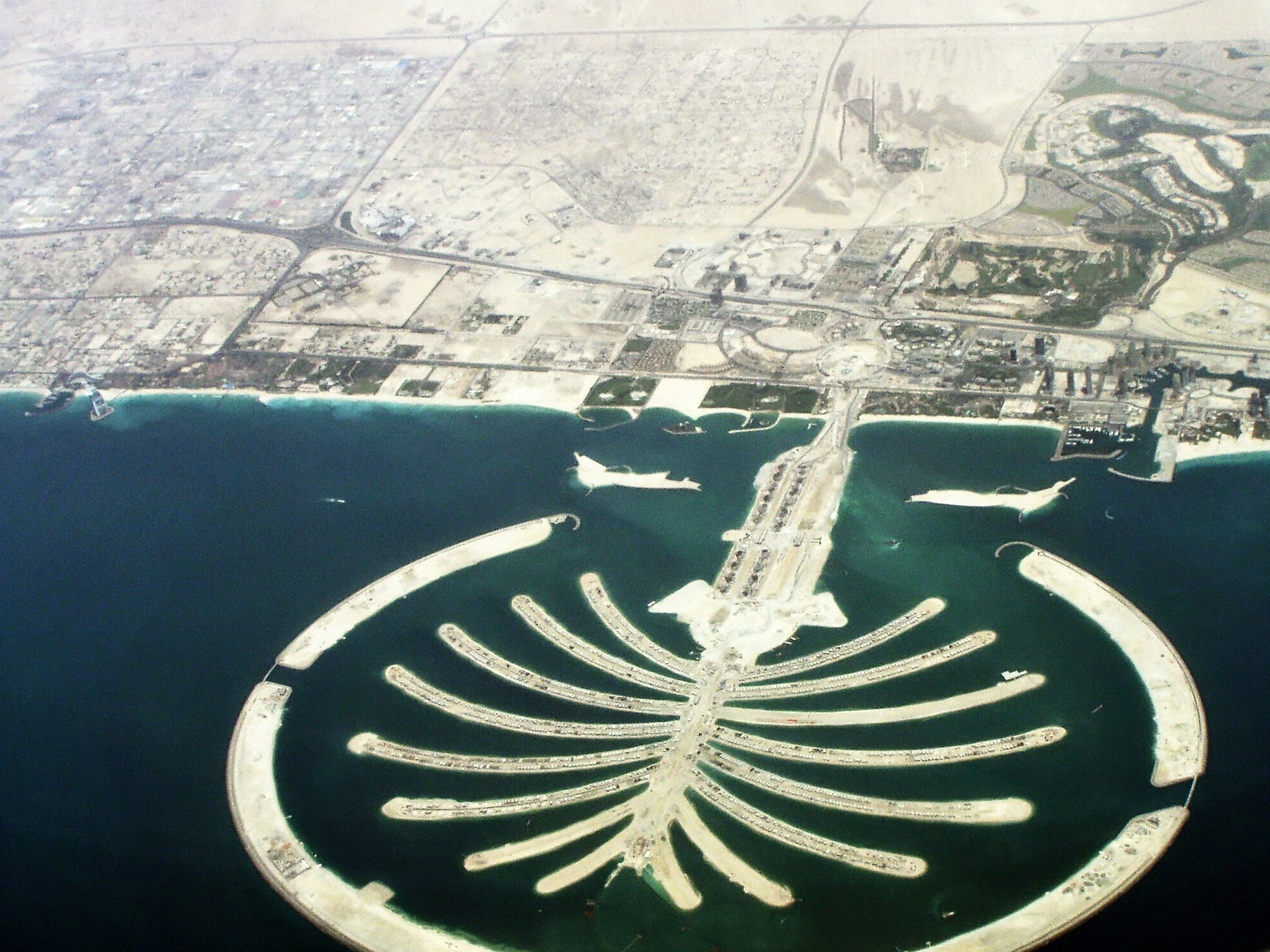
L'illa Jumeirah

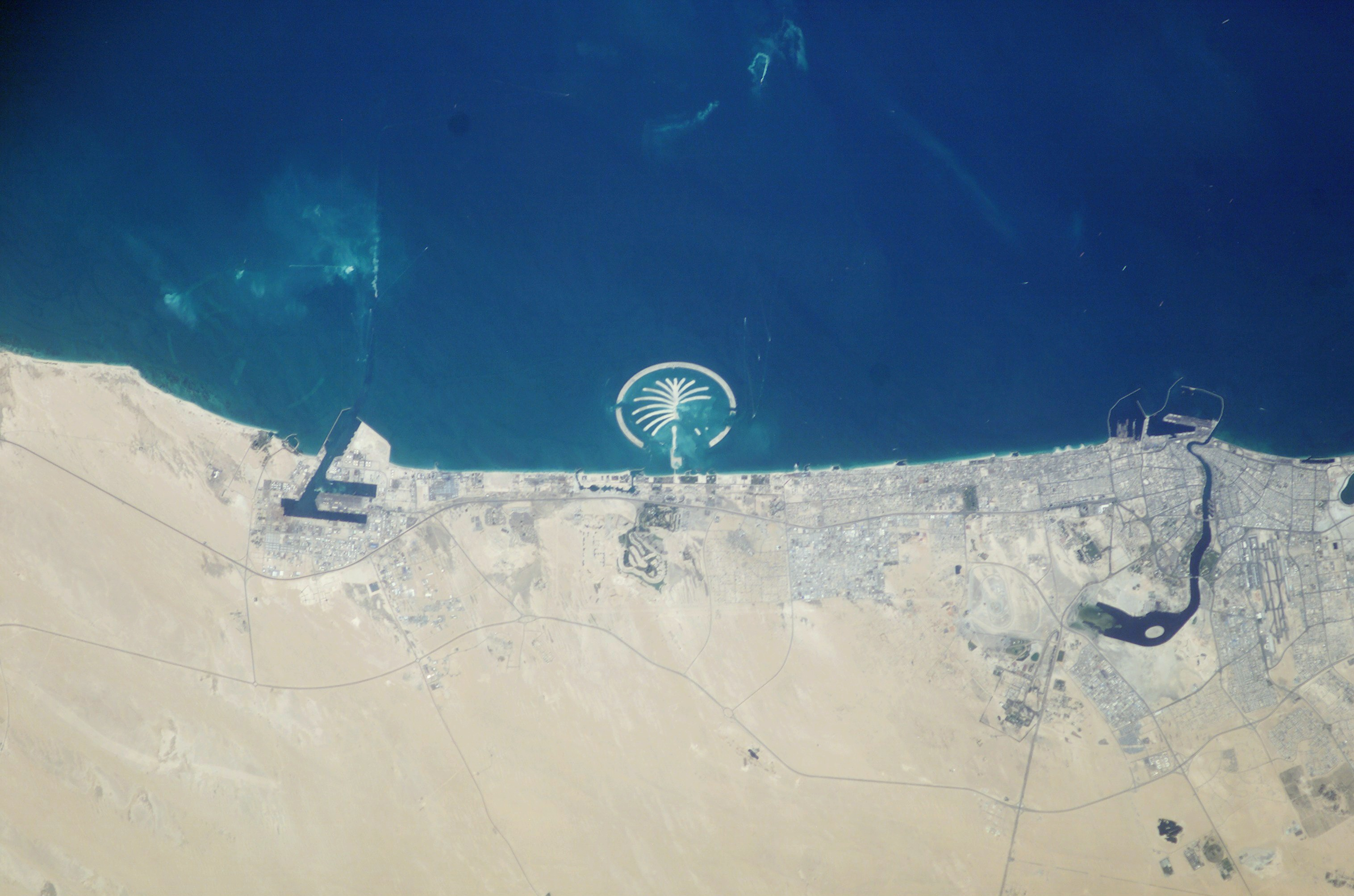
Vista aèria; a l'esquerra el port de Jdebel Ali on va l'illa del seu nom i a la dreta el barri de Deira a la ciutat de Dubai, a tocar amb la ciutat de Sharjah, on va la tercera illa

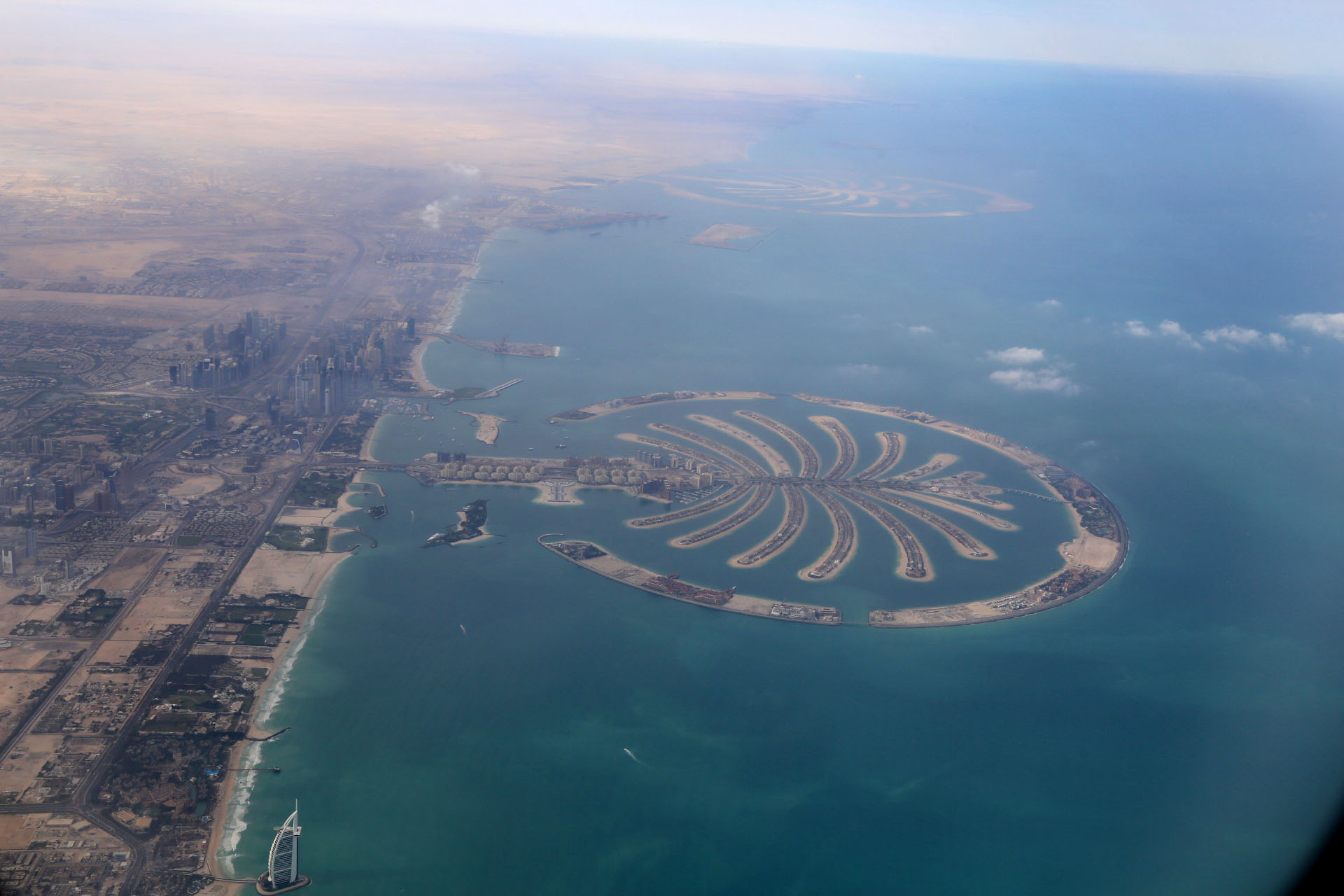

Les illes de la Palmera (anglès: Palm Islands) són tres illes artificials a la ciutat de Dubai, als Emirats Àrabs Units. Les illes tenen el nom de Palm Jumeirah, Palm Jebel Ali i Palm Deira. Aquestes illes van afegir 520 km de platges a Dubai.

Cadascuna de les illes té la forma d'una palmera amb un cercle que la rodeja com a escullera, i estan destinades a contenir vil·les, apartaments, restaurants, parcs temàtics, centres comercials, hotels i en general tot el necessari per desenvolupar el turisme de luxe.

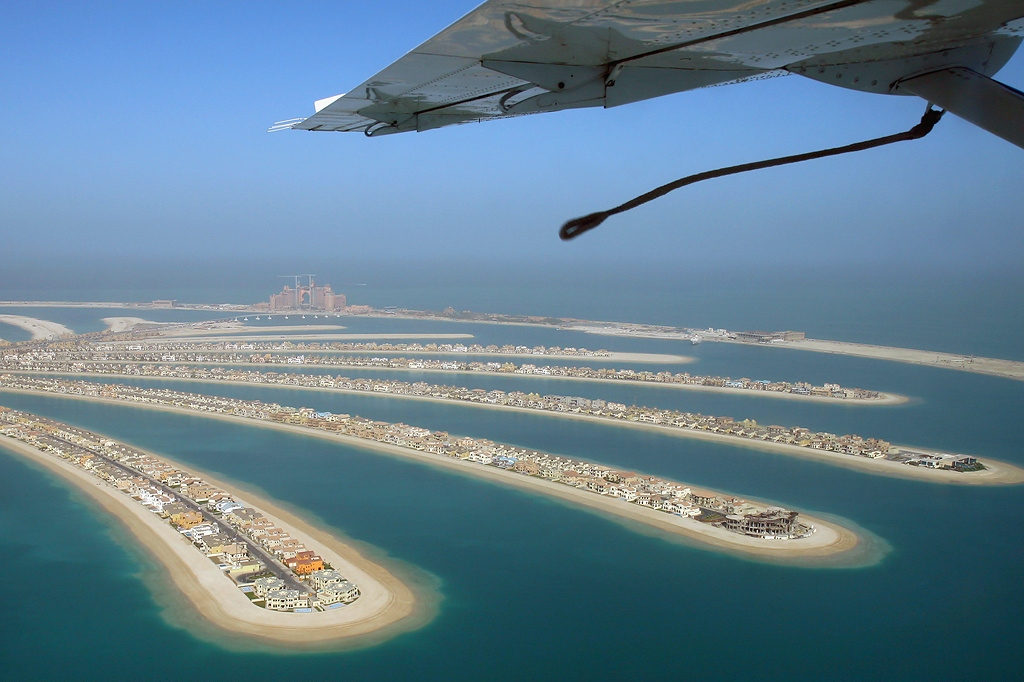

La companyia Al Nakheel Properties (Nakheel Corp) va executar tot el projecte de construcció.

## Illa Palm Jumeirah
L'illa Palm Jumeirah és la més petita, amb uns 27,5 km² (5 × 5,5 km), fou oberta el 2006 i el 2009 ja s'hi havien obert 28 hotels. És una de les illes artificials més grans del món, situada a la costa de Dubai. Aquesta estructura està dissenyada per suportar esforços de compressió, ja que està densament edificada.
L'illa té molts edificis, entre els que hi destaca l'Hotel Atlantis.

### Construcció de l'illa
L'illa artificial Palm Jumeirah es va construir en només set anys, tres per al trencaones i quatre per l'illa.
La forma més senzilla de construir una illa artificial d'aquestes proporcions seria amb formigó armat, però això no encaixava amb el plans del príncep. Per una millor integració amb l'entorn, l'illa es va construir exclusivament amb materials naturals.
L'illa en forma de palmera es va construir amb 94.000.000 m³ de sorra i un trencaones de 5.500.000 m³ de pedres. Tot aquest material és l'equivalent a construir un mur de 2.2 metres d'alçada que donés la volta al món.
L'illa està formada per dos parts essencials: el trencaones i l'illa Jumeirah.

#### El trencaones
És l'element essencial perquè l'illa mantingui la forma original. Per calcular la mida d'aquest, van tenir en compte les tempestes, els corrents i les ones d'aquella zona i també els efectes de l'escalfament global al nivell del mar. Van haver de plantejar-se l'opció de patir ones gegants, però el golf d'Arabia només té 30 metres de profunditat i 120 km d'ample i no es poden formar aquestes onades. Però si que hauran d'encarar les “tempestes Shamal”, grans tempestes de vents de fins a 56 km/h i ones de 2 metres.
Un cops acabats els càlculs, determinen que el trencaones haurà de mesurar 3 metres d'alçada com a mínim i 11.5 km de llarg.
Per dur-ho a terme van utilitzar 9 barcasses, 15 remolcadors, 4 dragues, 30 màquines pesades (a terra ferma) i 10 grues flotants.
El primer pas va ser aixecar el nivell del fons marí, mitjançant dragues que dipositaven l'estrat del fons marí. Van dipositar fins a arribar als 7.4 metres d'alçada sota el nivell del mar. Perquè la sorra no es mogués, van posar roques fins a arribar als 3 metres per sobre el nivell del mar. Ara només tenien la base del trencaones, així que la veritable protecció va ser la capa exterior que estava formada per grans blocs de pedres de fins a 7 tones cadascuna. Es van necessitar 5.500.000 m³ de roques, suficients per construir 2 piràmides egípcies.
Les roques es van haver d'amuntegar segons la mida, el pes i la forma, ja que havien de quedar-se al seu lloc sense utilitzar formigó o ferro i resistir la força del mar.

#### L'illa
Per construir l'illa van ser necessaris 94.000.000 m³ de sorra. La sorra necessària es va agafar mar endins, ja que és grossa, més densa i més resistent.
Les dragues, un cop informades del punt d'extracció de sorra, van poder extreure la sorra i dipositar-la al lloc indicat. Per comprovar si s'estaven col·locant els materials al lloc indicat, es va utilitzar l'únic satèl·lit privat del món, propietat de Dubai. També es va usar un segon mètode: consistia en que un conjunt de persones havien de recórrer el perímetre de l'illa amb unes motxilles receptores que mitjançant el satèl·lit i unes posicions fixes a terra, creaven coordenades cartogràfiques exactes. Així les dragues es podien col·locar en la posició exacta per dipositar la sorra.
Va sorgir un últim problema no previst: l'aigua estancada. L'aigua no fluïa com estava previst, així que com a solució, van seccionar el trencaones en 3 parts deixant que l'aigua fluís, renovant-se contínuament.
El resultat és una estructura que compleix amb tots els requisits: construïda per una gran quantitat de materials apilats, és massissa, estable i molt pesant.

### Hotel Atlantis
És un resort de luxe amb qualificació de set estrelles. Va ser inaugurat el novembre del 2008 i té dos mil habitacions i 28 plantes d'alçada. Aquest hotel també inclou un parc aquàtic de 16 ha, un centre de conferències i un gran aquari amb 65.000 animals marins.
L'Hotel Atlantis és un gran hotel que presenta simetria bilateral, igual que l'edifici en què es basa (Atlantis Paradise Island, Bahamas). Aquest luxós edifici conté perfils de secció tancada quadrada, ja que són lleugers i resistents. Per guanyar més estabilitat i fermesa, l'estructura està triangulada minuciosament amb l'ajut de cartel·les i, utilitza fonaments d'estaques. També té pilars i columnes de formigó armat per suportar l'esforç de compressió a causa de la seva gran envergadura i pes. Per suportar el pes del sostre i el mobiliari s'han utilitzat bigues, ja que suporten càrregues gràcies a un esforç de flexió. A la part central es pot observar un arc Tumit, principalment decoratiu tot i que, en ser un arc i no una biga l'element que ocupa aquesta zona, l'esforç de flexió d'aquesta zona pràcticament desapareix.

## Illa Palm Jebel Ali
És la segona de les illes artificials en grandària. Les seves dimensions són de 7 km per 7,5 km. Es va començar a construir el 2002.
El seu disseny és el més interessant doncs, vist des de l'aire, es podrà llegir un poema de 84 lletres creat per 404 cases sobre l'aigua.
El 2017 l'obra està totalment acabada.

## Illa Palm Deira
Palm Deira és la més gran de les illes. Amb una llargada de 14 km i una amplada de 5,5 km ocuparà una superfície aproximada de 46,35 km² de terra i roques.

## Dubai: plans de futur
Dubai és un país construït gràcies als beneficis de les reserves petrolíferes. Però té un problema, al voltant del 2016 el petroli s'acabarà i això esdevindrà un desastre per a l'economia. Dubai va haver de trobar una nova font d'ingressos. El príncep de la corona vol convertir Dubai en el primer destí del món per al turisme de luxe. Va construir un dels hotels més luxosos del món, el Burj al-Arab, camps de golf de primera categoria, les Illes Palmera, i l'arxipèlag El Món i l'edifici més alt del món, el Burj Khalifa, amb 829,82 metres.